# 타이토 B 시스템
타이토 B 시스템(영어: Taito B System, 일본어: Bシステム)은 타이토에서 1988년에 출시한 아케이드 게임 기판이다.
그래픽 칩을 제외하면 타이토 F2 시스템과 거의 동일하며 4개의 독립된 그래픽 레이어를 지원한다. 배경과 전경 레이어는 16*16 크기의 타일로 구성된 1024*1024 화면을 스크롤 할 수 있고 스프라이트 레이어는 스프라이트의 확대, 축소가 가능하다. 또 텍스트 레이어는 8*8의 타일로 되어있다.

## 사양
- CPU : MC68000 12MHz
- 사운드 CPU : Z80 4MHz
- 사운드 칩 : YM2610, YM2610B 또는 YM2203
- 커스텀 칩 : TC0220IOC, TC0260DAR, TC0180VCU, TC0140SYT
- 그래픽 해상도 : 320x224
- 하드웨어 기능 : 4개의 독립된 그래픽 레이어 지원

## 게임
- 라스탄 사가 II (Nastar Warrior) (1988)
- Rambo III (1989)
- Master Of Weapon (1989)
- Violence Fight (1989)
- Silent Dragon (1992)
- Sel Feena (1991)
- Sonic Blast Man (1990)
- Space Invaders DX (1994)
- 아수라 (Ashura Blaster) (1990)
- 용신 (Ryūjin) (1993)
- 퀴즈 세계는 쇼바 이 쇼바이 (Quiz Sekai wa Show by shobai) (1994)
- Crime City (1989)
- Tetris (1989)
- 퍼즐 보블 (1994) - 일본 내수용 프로토타입만 해당되며, 정식판은 네오지오 MVS로 출시되었다.
- Hit The Ice (1990)